# مخيم سوف

المخيم عام 1967

مخيم سوف للاجئين الفلسطينيين هو واحد من مخيمات الطوارئ التي تم تأسيسها من أجل اللاجئين الفلسطينيين والنازحين الذين غادروا الضفة الغربية وقطاع غزة خلال الحرب العربية الإسرائيلية عام 1967. تبلغ مساحة المخيم 0,5 كيلومتر مربع ويقع في مدينة جرش في الأردن بالقرب من آثار جرش الرومانية على بعد 50 كيلومتر إلى الشمال من عمان.
اُُخلي المخيم في تشرين الأول من عام 1967 بسبب الظروف الجوية القاسية وغزارة هطول الأمطار، وتم إسكان قاطنيه في مخيم مؤسس من الخيام في وادي الأردن. وتم إخلاء هذا المخيم المؤقت في عام 1968 بعد تصاعد العمليات العسكرية في المنطقة ولاحقا أُعيد اللاجئون والنازحون إلى مخيم سوف.
كانت الأونروا تخطط لتوفير المزيد من الخيام المتينة التي تقاوم الشتاء القارس، إلا أنه تم التخلي عن تلك المخططات لصالح بناء 1,650 مسكن جاهز. 

## الخدمات
يحتوي المخيم على أكثر من 20,000 لاجئ مسجل وأربعة مدارس في مبنيين يعملان بنظام الفترتين ومركز توزيع أغذية ومركز صحي ومركز تأهيل مجتمعي ومركز واحد للبرامج النسائية .
يقدم المخيم لللاجئين الخدمات التالية:
- التعليم

- الإغاثة والخدمات الاجتماعية
- شبكة الأمان الاجتماعي
- الصحة
- التأهيل المجتمعي
- مركز البرامج النسائية